# Coleophora latistrigella
Coleophora latistrigella é uma espécie de mariposa do gênero Coleophora pertencente à família Coleophoridae.